# Varakļāni
Varakļāni (deutsch: Warkland oder Warkelen, jiddisch וארקליאן) ist eine Kleinstadt in Lettgallen, im Osten Lettlands. Im Jahre 2022 zählte sie 1.677 Einwohner.

## Geschichte

### Neuzeit
In geschichtlichen Quellen wird Varakļāni das erste Mal im Jahre 1483 erwähnt. Damals erlangte Bernt von der Borch, Landmeister in Livland, den Ort und das Gut Warkland. Er übergab Warkland im selben Jahr als Lehen seinem Verwandten Simon von der Borch. Das in der in niederdeutscher Sprache verfassten Urkunde erwähnte „wacken“ wird durch einen handschriftlichen Zusatz auf der Urkunde mit Warkland gleichgesetzt. Weitere ältere Schreibweise sind „Barklaini“, „Borkielin“ und „Workelien“. Der Landmeister Wolter von Plettenberg bestätigte 1534 mit einer Urkunde für Werner von der Borch dieser Familie den Besitz.
Wie Lettgallen insgesamt, gelangte Varakļāni durch den Vertrag von Altmark 1629 unter polnisch-litauische Oberhoheit. Infolge der Ersten Teilung Polens fiel Lettgallen 1772 an das Russische Kaiserreich. Anfang des 19. Jahrhunderts wird Varakļāni, ungeachtet seiner geringen Bevölkerung, als „Stadt“ bezeichnet. Denn es war als Marktort für das Umland von Bedeutung. 1860 zählte Varakļāni 716 Einwohner.
Seit dem 18. November 1918 gehört Varakļāni zum unabhängigen Lettland. Doch bereits Ende November 1918 fielen im Lettischen Unabhängigkeitskrieg sowjetische Truppen in Lettgallen ein und nahmen beim Vormarsch auf Riga auch Varakļāni ein. Am 5. Januar 1920 wurde Varakļāni durch lettische Truppen, darunter das 1. Infanterieregiment aus Liepāja (lettisch: 1. Liepājas kājnieku pulks) von der Roten Armee befreit.
Den förmlichen Status einer Stadt erlangte Varakļāni im Jahre 1928. Varakļāni war Sitz eines Dekanates, zu dem im Jahre 1940 neun Pfarreien mit gut 30.000 Katholiken gehörten.
Im Zweiten Weltkrieg wurde Varakļāni am 1. Juli 1941 durch die Wehrmacht erobert (siehe unten) und am 3. August 1944 durch die Rote Armee. Dabei wurde ein Teil der Stadt stark beschädigt. 1957 wurde in Varakļāni ein Kulturhaus mit der Stadtbücherei und einem Theatersaal gebaut.

### Die jüdische Gemeinde und die Schoa in Varakļāni
Die jüdische Gemeinde in Varakļāni war bis 1941 eine der großen jüdischen Gemeinden in Lettgallen. Die Volkszählung von 1897 ergab, dass in Varakļāni 1365 Juden lebten, das entsprach einem Anteil von 75 % aller Einwohner. Damals gab es in Varakļāni drei Synagogen: die Große Synagoge (auch „Weiße Synagoge“ genannt) in der Skolas iela, die Grüne Synagoge und die Kleine Synagoge.
Seit dem Ende des 19. Jahrhunderts begannen Juden aus Varakļāņi auszuwandern, unter anderem in die Vereinigten Staaten von Amerika. Einer der Auslöser der Abwanderung war eine Choleraepidemie in Varakļāni. Als im Ersten Weltkrieg deutsche Truppen vorrückten, wurden auch aus Lettland viele Juden in entlegenere Regionen Russlands deportiert, unter anderem, weil die Behörden fürchteten, dass die Juden im Russischen Kaiserreich nach der Erfahrung der seit 1881 erlittenen Pogrome die Deutschen als Befreier begrüßen könnten. Aus Varakļāni wurden etwa 35 Familien verschleppt.
1920 lebten 1402 Juden in Varakļāni (= 74 % der Bevölkerung). Varakļāni war die Stadt mit dem höchsten jüdischen Bevölkerungsanteil aller lettischen Städte. In den 1920er Jahren brachen junge Zionisten, darunter Betar-Mitglieder, aus Varakļāni zur Alija nach Palästina auf. 1925 waren noch 68 % der Einwohner der Stadt Juden (1356 von 2005), 1930 waren es 61 % (995 von 1624), 1935 nur noch 57 % (952 von 1661).
Im Zweiten Weltkrieg erreichte die 6. Panzer-Division im XXXXI. Armeekorps der Wehrmacht am 1. Juli 1941 mittags Varakļāni. Kurz darauf verordneten die deutschen Besatzer die ersten Repressalien gegen Juden. Nur einen Monat nach der Eroberung wurden die in Varakļāni verbliebenen Juden am 4. August 1941 zusammengetrieben und am Rande des jüdischen Friedhofs der Stadt erschossen. Nichtjüdische Bürger waren zuvor gezwungen worden, dort Massengräber auszuheben. Die Quellen beziffern die Zahl der Ermordeten mit „mehr als 500“ bzw. mit 540. Ein Polizeibericht für den Bezirk Rēzekne hielt fest, dass die Anzahl der von der Polizeistation 5 (Varakļāni) „liquidierten Juden“ 680 beträgt. Die Differenz zwischen beiden Angaben („mehr als 500“ bzw. 540 einerseits und 680 andererseits) erklärt sich dadurch, dass im Polizeibericht aus Rēzekne berücksichtigt ist, dass etwa ein Fünftel der Juden aus Varakļāni anderswo ermordet wurde, vor allem in den Hügeln bei Ančupāni (4 Kilometer nordnordwestlich von Rēzekne). Somit beziehen sich die Zahlen „mehr als 500“ bzw. 540 offenbar auf die in Varakļāni ermordeten Juden aus Varakļāni. Auf dem jüdischen Friedhof in Varakļāni erinnert ein Gedenkstein in jiddischer Sprache an den Massenmord.
Nur wenige Juden in Varakļāni wurden am 4. August 1941 zunächst verschont. Ein Bericht der Bezirkspolizei in Rēzekne vom September 1942 besagt, dass damals in Varaklani 752 Einwohner lebten, darunter 11 Juden. Sie wurden vermutlich noch als Fachkräfte gebraucht. Der Befehlshaber des Rückwärtigen Heeresgebietes Nord (Berück Nord), Franz von Roques, hatte durch Befehl vom 28. August 1941 in Varakļāni eines der 18 Ghettos für die lettischen Juden einrichten lassen. Angesichts der vorrückenden Roten Armee versuchte das Reichsministerium für die besetzten Ostgebiete im Zuge der Sonderaktion 1005, die Spuren der Massenmorde zu verwischen. Auch in Varaklani wurden im April 1944 die Leichen im Geheimen ausgegraben und verbrannt. Dabei war das Gelände abgesperrt; niemand durfte sich den deutschen Posten nähern.

## Verwaltungsgeschichte
Varakļāni gehörte zu folgenden Verwaltungseinheiten:
- 1772–1919: Gouvernement Witebsk, Kreis Rēzekne
- 1919–1950: Kreis (lettisch apriņķis) Rēzekne
- 1950–1956: Rajon Varakļāni[30]
- 1956–1963: Rajon Viļāni
- 1963–2009: Rajon Madona
- 2009–2025: Bezirksgemeinde (lettisch novads) Varakļāni
- seit 2025: Bezirksgemeinde Madona

Infolge der sinkenden Einwohnerzahl war Anfang 2020 die Auflösung des Bezirks Varakļāni vorgesehen. Die Stadt Varakļāni sollte einem der beiden benachbarten Bezirke, Madona (in Vidzeme) oder Rēzekne (in Lettgallen), zugeordnet werden. Bei einer Referendum im Februar 2020 stimmten 933 Bürger (84 %) für den Anschluss an den Bezirk Madona und 174 Bürger (16 %) für den Anschluss an den Bezirk Rēzekne. Die Saeima hingegen beschloss, dass die historisch zu Lettgallen gehörende Stadt Varakļāni dem nächstgelegenen lettgallischen Bezirk, nämlich dem Bezirk Rēzekne, zugeordnet werden soll. Gegen diesen Parlamentsbeschluss klagte die Stadt Varakļāni vor dem Verfassungsgericht. Am 28. Mai 2021 entschied das Verfassungsgericht, dass die Eingliederung in den Bezirk Rēzekne verfassungswidrig war. Infolgedessen blieb der Bezirk Varakļāni – einem weiteren Beschluss der Saeima gemäß – bis auf Weiteres als eigenständige Einheit erhalten. Bei den Kommunalwahlen am 11. September 2021 gewann Latvijas attīstībai, die Partei von Bürgermeister Māris Justs, der sich zuvor dafür ausgesprochen hatte, Varakļānai Vidzeme zuzuordnen, 10 von 15 Sitzen im Gemeinderat. Am 1. Oktober 2021 wurde Justs als Bürgermeister wiedergewählt. Im Juni 2024 beschloss die Saeima, die Bezirksgemeinde Varakļāni in die Bezirksgemeinde Madona einzugliedern. Demgemäß wählten die Bürger von Varakļāni bei der Kommunalwahl in Lettland am 7. Juni 2025 keine eigene Bezirksvertretung mehr, sondern stimmten bereits im Wahlkreis der Bezirksgemeinde Madona ab. Mit dem Beginn der Amtszeit der neugewählten Bezirksvertretungen am 1. Juli 2025 wurde der Bezirk Varakļāni zu einem Teil des Bezirks Madona.

## Bauwerke

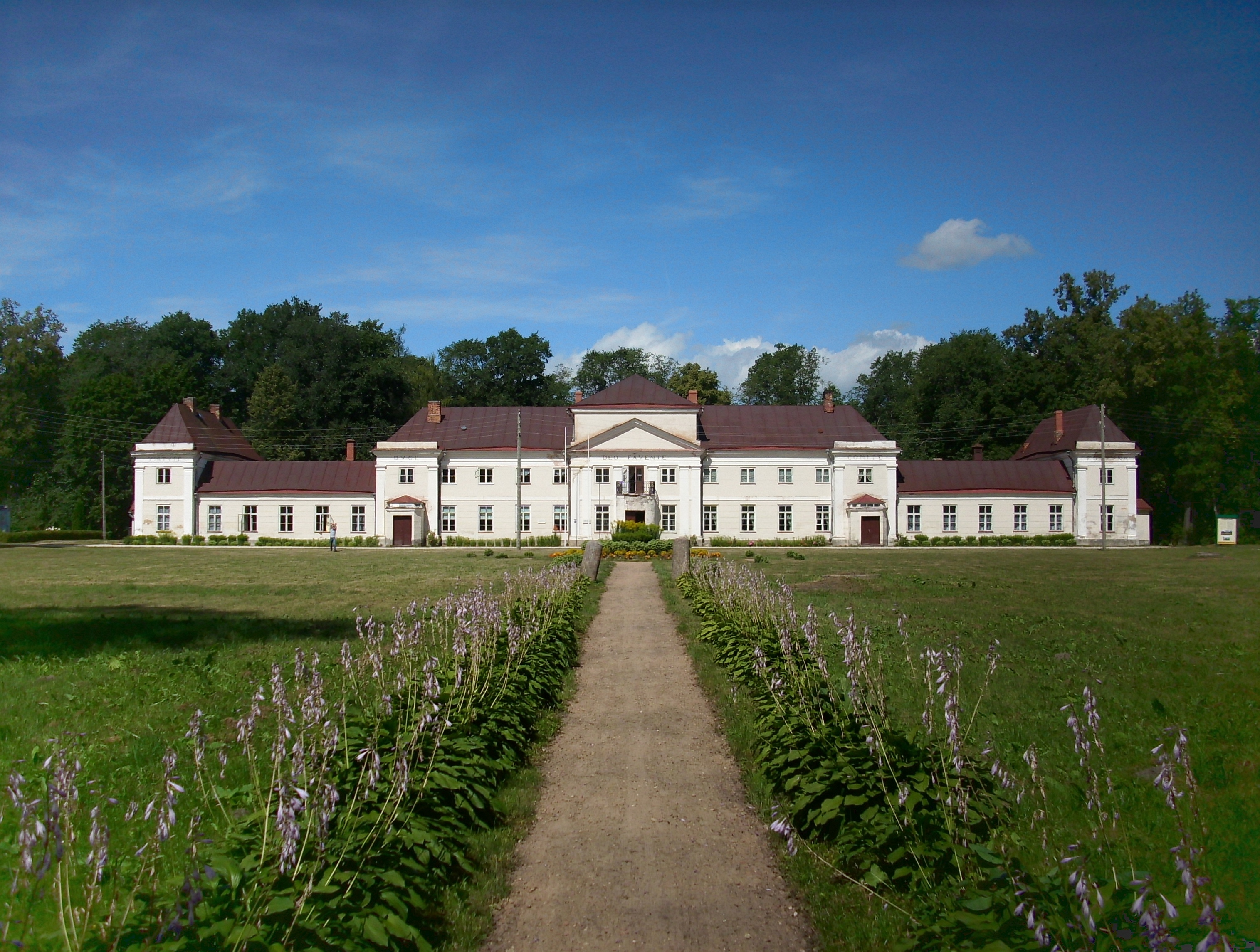
Das Schloss von Varakļāni

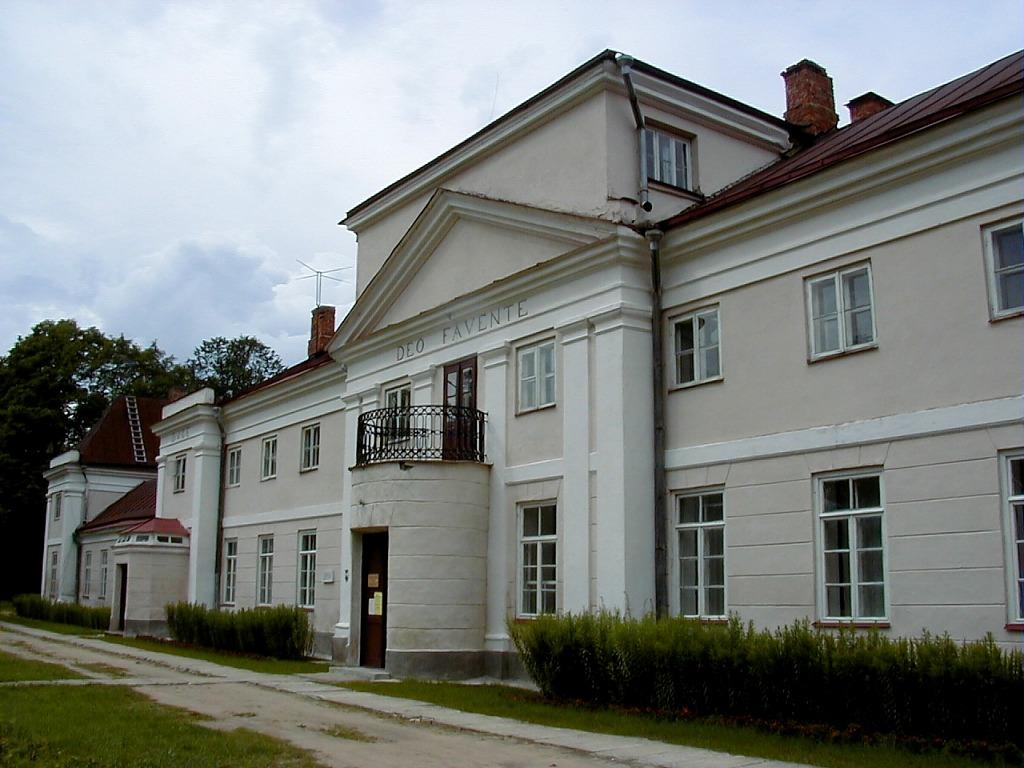
Der Mittelbau des Schlosses von der Südseite

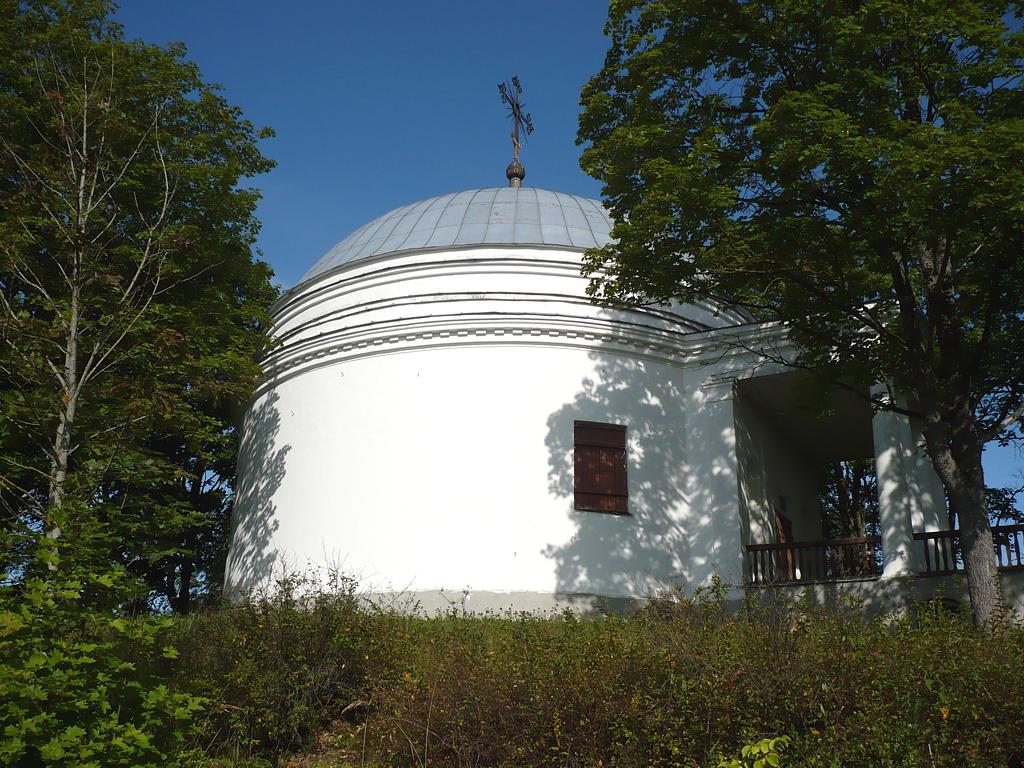
St.-Viktor-Kapelle

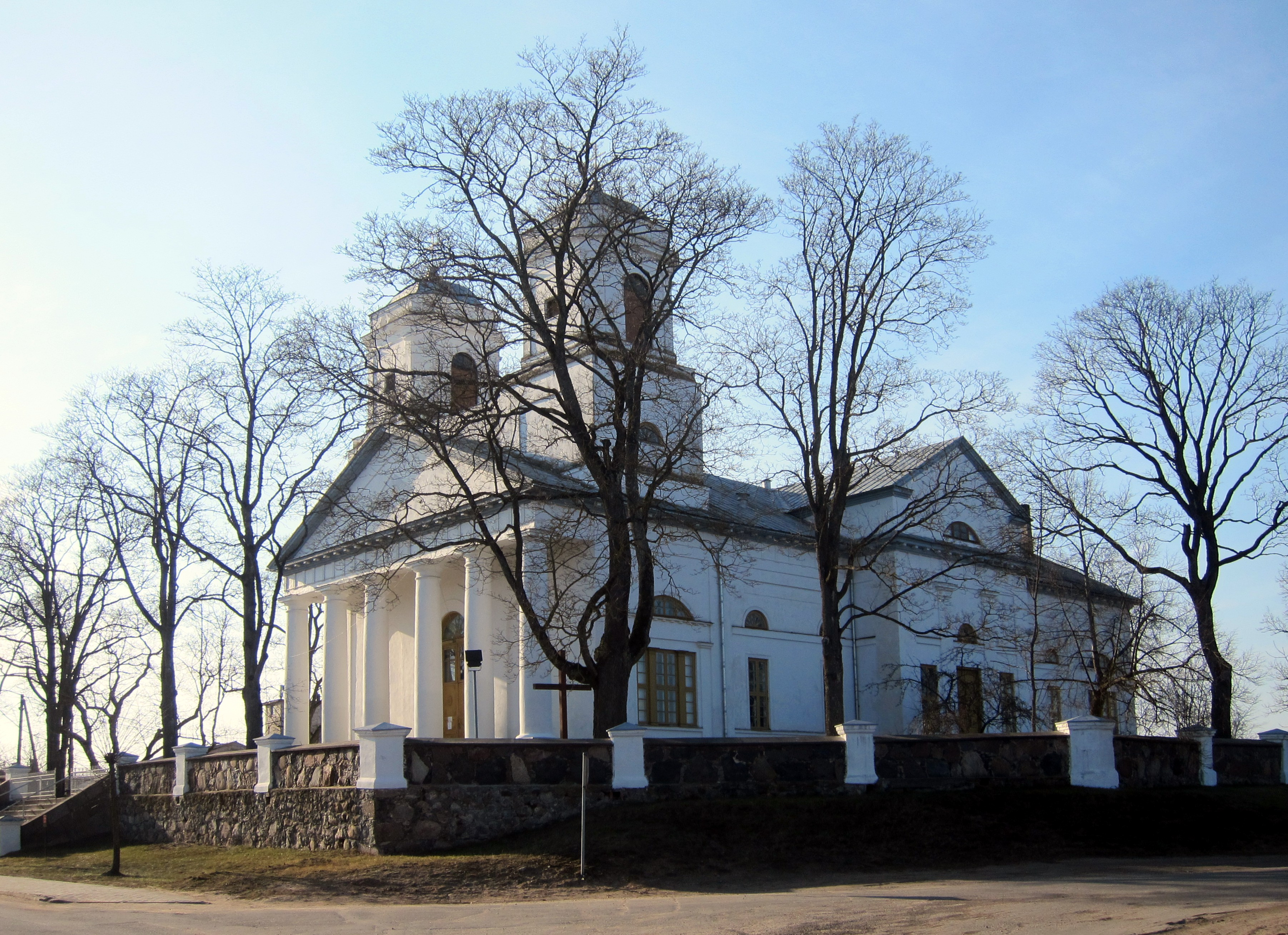
Römisch-katholische Kirche Mariä Himmelfahrt in Varakļāni

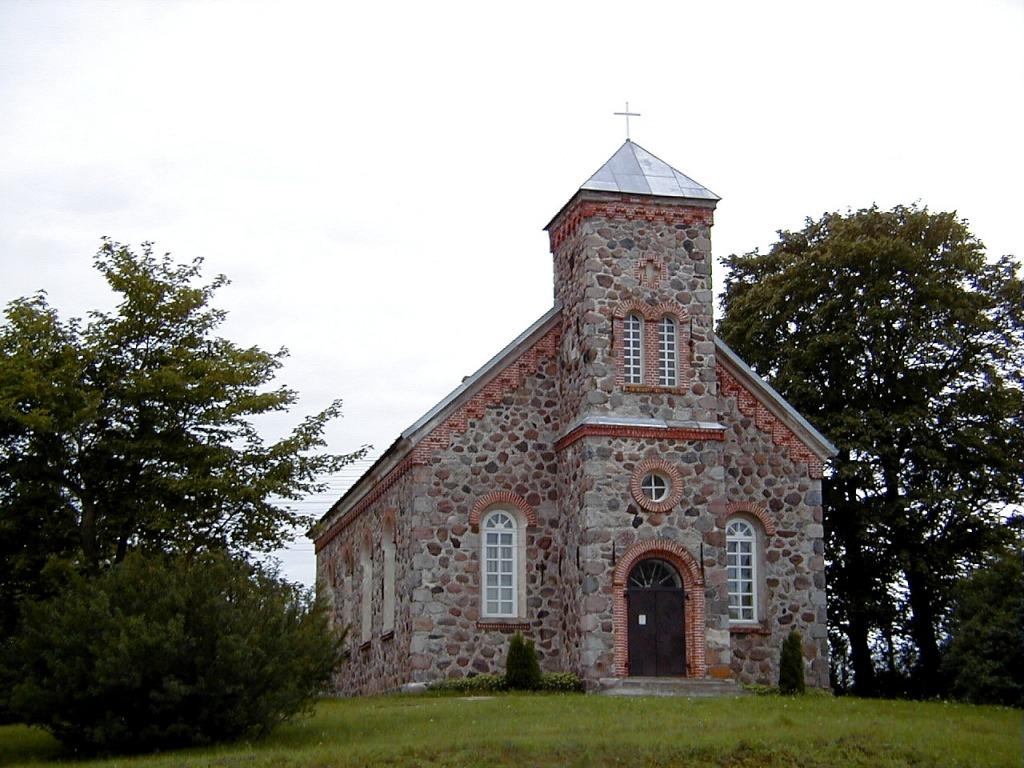
Evangelisch-lutherische Kirche in Varakļāni (2000)

### Schloss
In den Jahren von 1783 bis 1789 ließ Graf Michael von der Borch im Osten des Ortes ein bis heute als „Schloss“ (lettisch: pils) bezeichnetes Herrenhaus nach einem Entwurf des italienischen Architekten Vincenzo de Mazotti (1756–1798) errichten. Das Schloss von Varakļāni gilt als einer der herausragenden Bauten des frühen Klassizismus in Lettland. An der Fassade des dreigliedrigen Mittelbaus der gut 100 m langen Südseite ließ der Bauherr in lateinischer Sprache sein Leitwort anbringen: „Virtute duce – Deo favente – Comite fortuna“ (Von Tugend geleitet – mit Gottes Gunst – vom Glück begleitet). Die Inschrift ist zugleich ein Wortspiel und eine kleine Verneigung des Grafen (comes) vor dem Herzog (dux) von Kurland, dessen Familie die Familie von der Borch über Generationen verbunden war. Das reichhaltige Guts- und Familienarchiv von der Borch war im Ersten Weltkrieg in Sigulda ausgelagert. Sein Verbleib ist ungewiss.
Die Familie von der Borch bewohnte das Schloss bis 1920. Bei der Renovierung in den 1990er Jahren wurden Teile der ursprünglichen Wandmalereien aus den 1780er Jahren freigelegt und restauriert. Seit 1997 ist im Schloss das Heimatmuseum untergebracht. Bei der Instandsetzung des Schlosses in den 2010er Jahren wurden zahlreiche Wandmalereien aus den Baujahren des Schlosses freigelegt und restauriert, die übertüncht worden waren.
Das Schloss ist von weitläufigen, von der Kažava durchflossenen Parkanlagen sowie Teichen umgeben. Die ebenfalls von Vincenzo de Mazotti entworfene Parkanlage gilt als eine der frühesten und bedeutendsten in Lettland. Ein literarisches Denkmal setzte Graf Michael von der Borch seinem Park mit einem 1791 dem polnischen König übereigneten, 1795 in überarbeiteter Fassung veröffentlichten Langgedicht: „Jardin sentimental du château de Warkland dans le Comté de Borch en Russie Blanche“.

### St.-Viktor-Kapelle
Als Grablege derer von der Borch ließ die Witwe von Graf Michael von der Borch, Gräfin Eleonore Christina von Browne of Camas (1766–1844), die Tochter des Generalgouverneurs von Livland, Georg Browne, 1814 auf einer kleinen Anhöhe im Westen des Ortes eine Rotunde, die St.-Viktor-Kapelle, errichten.

### Kirchen
Der älteste schriftliche Nachweis einer Kirche in Varakļāni ist aus dem Jahr 1675 überliefert. Graf Karl von der Borch ließ für die katholische Kirchengemeinde die große, dreischiffige Pfarrkirche St. Mariä Himmelfahrt bauen; sie wurde nach dreijähriger Bauzeit 1854 geweiht. Sie wurde im klassizistischen Stil errichtet, da ihr ein Entwurf von Vincenzo de Mazotti, des Architekten des Schlosses, zugrunde liegt.
Am Ende des 19. Jahrhunderts wurde in Varakļāni eine evangelisch-lutherische Kirche errichtet. Beim Angriff der sowjetischen Truppen 1944 brannte sie nieder. Anfang des 21. Jahrhunderts wurde sie erneuert und wird heute wieder für Gottesdienste genutzt.
Sehenswert ist auch die 1938 erbaute, einst lutherische, jetzt ökumenisch genutzte Friedhofskapelle auf dem weitläufigen Friedhof (katholisch / orthodox / lutherisch), mit einem Wandmosaik im Stil des Art déco, das eine trauernde junge Frau und den Baum des Lebens zeigt.

## Söhne und Töchter der Stadt
- Michael Johann von der Borch (1753–1810), deutsch-baltischer Schriftsteller und Naturwissenschaftler, königlich-polnischer Generalleutnant und Generalquartiermeister im Großherzogtum Litauen
- Pēteris Strods (1892–1960), Weihbischof in Riga und Apostolischer Administrator von Liepaja und von Riga
- Anton(s) Kokars (* 1922, † 2006 in Northeim), Journalist und Schriftsteller, Gedichtband „Svešumā“ (In der Fremde) 1958
- Antons Justs (1931–2019), katholischer Geistlicher, Bischof von Jelgava
- Rita Strode (* 26. Juli 1955), Politikerin, Abgeordnete der Saeima
- Ilmārs Latkovskis (* 4. Dezember 1958), Politiker, Abgeordneter der Saeima
- Andrejs Svilāns (* 15. Juni 1968), Politiker, Abgeordneter der Saeima, Dendrologe

## Bezirk Varakļāni
Seit 2009 bildet die Stadt Varakļāni mit der Landgemeinde Varakļāni und der Nachbargemeinde Murmastiene den Bezirk Varakļāni (lettisch: Varakļānu novads).
2016 waren insgesamt 3310 Einwohner gemeldet. Bei der Volkszählung im Jahre 2011 erklärten sich 93,3 % von ihnen als ethnische Letten, 4,9 % gaben an, der russischen Minderheit anzugehören, und 1,8 % anderen ethnischen Minderheiten.